# Acanthochitona gatliffi
Acanthochitona gatliffi is een keverslakkensoort uit de familie van de Acanthochitonidae. De wetenschappelijke naam van de soort is voor het eerst geldig gepubliceerd in 1919 door Ashby.